# 許泰鋌
許 泰鋌（ホ・テジョン、허태정、1965年9月12日 - ）は、大韓民国の政治家。

## 経歴
大田大聖高等学校、忠南大学校哲学科を卒業した. 忠南大在学中に学生運動に参加した。
盧武鉉政府で抜擢され、青瓦台大統領秘書室で人事行政官と社会行政官として約2年間大統領府に勤め、呉明（オ·ミョン）科学技術部長官の政策補佐官を務めた。
2010年、第5回全国同時地方選挙で民主党候補として大田広域市儒城区庁長選挙に出馬し、現職区庁長だったハンナラ党の陳東圭（チン·ドンギュ）候補を破って当選した。 2014年第6回全国同時地方選挙で新政治民主連合の候補として大田広域市儒城区庁長選挙に出馬し再選に成功した。 2018年第7回全国同時地方選挙で、共に民主党の候補として大田広域市長に当選した。
2022年6月に行われた第8回全国同時地方選挙でも大田広域市長選に出馬したが、投票の結果、国民の力候補の李荘雨に敗れ落選した。

## 学歴
- 1978年: 長福小学校
- 1981年: 大述中学校
- 1984年: 大田大聖高等学校卒業
- 1989年: 忠南大学校哲学科学士